# 文华胡同
39°54′18″N 116°21′56″E / 39.9049037°N 116.3654309°E

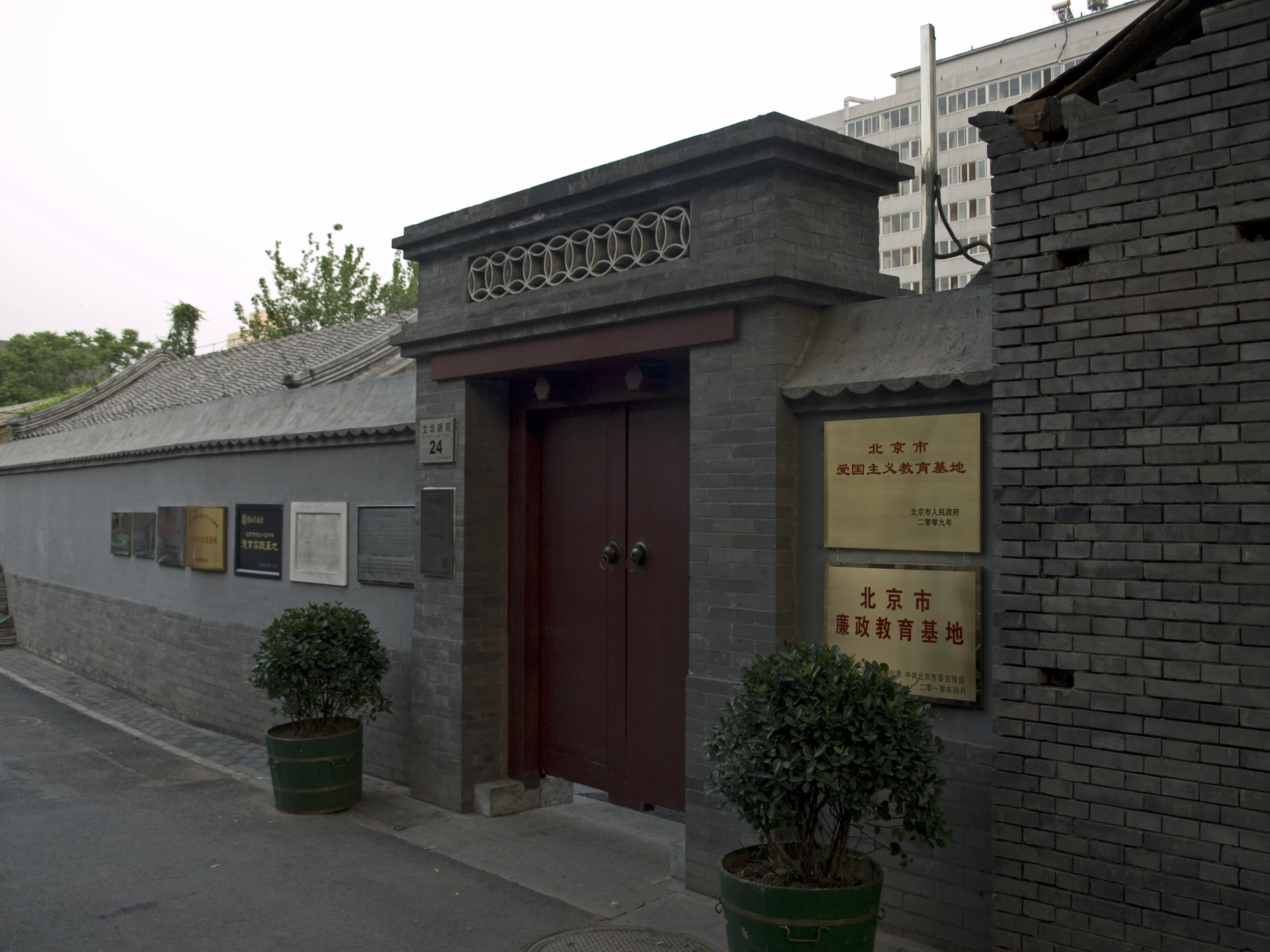
文华胡同24号李大钊故居

文华胡同，是位于中国北京市西城区中部的一条胡同。

## 简介
文华胡同为东西走向，原来东起佟麟阁路，西到闹市口中街，全长454米，平均宽3米。21世纪初，因为兴建北京第二实验小学新校舍，将文华胡同东段拆除，文华胡同向东遂成为死胡同。文华胡同北侧有一条支巷通往文昌胡同。
明朝《宛署杂记》称该胡同为“石驸马街后半边胡同”。清朝乾隆年间所绘《京城全图》称“后闸”。清朝宣统年间称“石附马后宅”，又简称为“后宅胡同”。1965年北京市整顿地名，改名为“文华胡同”。文华胡同24号院为李大钊故居，现为全国重点文物保护单位。